# Мизотеизм
Мизотеи́зм (от древнегреч. μισόθεος, где «μῖσος» — «ненависть» и «θεός» — «Бог») — вид религиозного верования, подразумевающий ненависть к божественным силам. Существует два типа мировоззрения относительно вопроса существования Бога: есть Создатели (теизм) и нет Создателей (атеизм). В оппозиции к теизму находится также и антитеизм, отрицающий религию и характеризующийся понятием нерелигиозности. Теизм, в свою очередь, разделяет отношение Творцов к творению на доброе и злое или безразличное.
Из-за существования в мире концепций зла, несправедливости и страдания возникла теодицея — система доктрин оправдания существования зла в мире, созданном благим Создателем. Утверждение, что Создатели злые, присуще дистеизму и мизотеизму. Термин мизотеизм противоположен по смыслу термину эвтеизм, означающему бесконечную доброжелательность Бога, и означает отношение к богам (ненависть), а не заявление об их природе. Разница между атеизмом и мизотеизмом в том, что в последнем выражается реальная эмоция по отношению к Богу (ненависть), а в атеизме — утверждение о его (несуществующей) природе.
Дистеизм (с др.-греч. — «δυσ-», «θεός», «плохой бог») — это вера в то, что Бог не совсем добрый и, возможно, злой. Некоторые представители дистеизма, например Эли Визель, отмечая наличие злого Бога, не выражают ненависть к нему за это, как в мизотеизме.
Идеи, стоящие за мизотеизмом, можно проследить от Книги Иова, через эпикуреизм до деизма, анархизма, ницшеанской философии, феминизма и радикального гуманизма. Современный мизотеизм развился в идеи мальтеизма о том, что даже если Бог, описанный в Библии, действительно существует, он не пригоден для поклонения из-за его низких моральных стандартов.

## История
Дистеизм и мизотеизм — это родственные понятия, имеющие долгую историю.
Политеизм (язычество)
Боги-обманщики (Трикстеры), встречаются в политеистических системах верований во многих культурах (например, в древнегреческих, скандинавских или славянских мифах).
Так, в германо-скандинавской мифологии бог Локи это воплощение хитрости, коварства и обмана, в греческой — бог Арес это бог ужасов войны.
Ещё одним примером является Эшу, бог-обманщик из религии йоруба, намеренно поощряющий насилие между людьми для собственного развлечения, говоря, что «причинение раздора — моя величайшая радость».
Многие политеистические божества с доисторических времен считались ни добрыми, ни злыми (или обладали обоими качествами).
Эпикуреизм

В рамках древне-греческой философии эпикуреизма (IV- III век до н. э.) Эпикур обозначил проблему зла:
Бог желает предотвратить зло, но не может? Тогда он не всемогущ. Он может, но не желает? Тогда он не доброжелательный. Он и может, и желает? Тогда откуда берётся зло? Он не может и не желает? Тогда зачем звать его Богом?
Монотеизм
В представлениях о Боге, как о высшем благе, утверждение о том, что Бог не является полностью благим (проблема зла, дилемма Евтифрона), было бы оксюмороном. Тем не менее, в монотеизме такой парадокс возникает, требует оправдания Бога- теодицеи, и разрешается, с точки зрения теологии, с помощью идей дуализма о втором Боге со злыми характеристиками, указанием на философскую и моральную причину существования зла, являющегося необходимым для божьего плана, недоступного пониманию людей, а также для обеспечения принципа свободы воли. Теология поясняет, что помимо вины «видимой» существует ещё вина «невидимая» (родовая вина), доступная лишь божьему взору. В конце времен у людей проявится божественная мудрость: они увидят настоящие причины событий. Однако, с развитием человеческой мысли выявились такие отличительные факторы человеческого поведения, как личное авторство, преднамеренность, ответственность и т. д., на которых базировалась философия XVI- XVIII веков, позволяя мыслителям Эпохи просвещения вступать в полемику с религией и теологией, разрушая теодицею и морально-рационалистические обоснования бытия бога.
Так, светский гуманист Кристофер Хитченс критиковал, по его выражению, «три великих монотеизма» — авраамические религии (христианство, ислам и иудаизм) в одной из самых известных написанных им книг — «Бог — не любовь» (букв. «Бог не велик», англ. God is not Great, 2007; рус. пер. 2012).
Иудаизм
В Библии есть различные примеры, большинство из них из Пятикнижия, дающие основание для дистеических воззрений при обсуждении этики в Библии. В разделе Танаха Ктувим повод для дистеизма даёт Книга Иова. В книге Карла Юнга Ответ Иову утверждается, что, хотя Иов подчинялся всемогуществу Яхве , Иов тем не менее оказался более нравственным и сознательным, чем Бог, безосновательно мучивший его.
В конце 1930 и 1940-ых годов трагедия Холокоста породила новую теологию Холокоста, особенно актуальную для иудаизма.
Деизм
Деизм разрешал библейские противоречия, вводя основной тезис о том, что Бог это только Создатель, после акта творения не вмешивающийся в дела своих творений. Англо- американский философ и писатель Томас Пейн, стоящий на позициях деизма, логично объяснившего причину зла, критикующий более общепринятые представления о Боге, чем самого Бога, писал в своей книге Век разума, акцентируя внимание на противоречиях Библии:
...когда бы мы ни читали непристойные истории, сладострастные распутства, жестокие и мучительные казни, безжалостную мстительность, которыми наполнено более половины Библии, было бы более последовательно, если бы мы назвали это слово демона, чем слово Божие.
Идеи деизма повлияли на философию и религиозные взгляды Маркиза де Сада, отводившего роль создателя Природе. В его романе Жюстина на десяти страницах перечислялись несоответствия Библии, в то же время отсутствие религиозности у Маркиза де Сада делало его уязвимым перед старостью и смертью, как конечностью существования, лишало утешения. Марк Твен, деист, выступил против того, что он считал мелким Богом, в посмертно опубликованной книге «Библия согласно Марку Твену: сочинения о небесах, Эдеме и потопе»
В гностицизме
Главным вопросом гностицизма и агностицизма является вопрос возможности познания и понимания Бога. Демиурга в некоторых версиях древнего гностицизма, таких как сифианство, офитианство и маркионитство, часто изображали как в целом злую сущность, считая, что Бог (божество, которому поклонялись иудеи, греческие языческие философы и христиане) на самом деле был злым творцом или демиургом, стоящим между ними и неким более великим, более истинно благожелательным реальным божеством.
В христианстве
Ссылки на Бога, как гневного или жестокого, в Новом Завете более редки, чем в Ветхом. Однако, труднейшим богословским вопросом христианства является вопрос предопределения. Так, доктрины французского теолога, полемиста и пастора времён протестантской Реформации (XVI век) Кальвина о предопределении не смогли успешно избежать описания Бога как «автора зла», ещё до рождения человека предопределяющего его избранность, выражающуюся в даровании истинной веры, прощения и спасения, не зависящих от земных деяний человека.
Историческое утверждение, близкое к дистеизму, — это deus deceptor, «злой демон» (dieu trompeur) из «Размышлений о первой философии» Рене Декарта, было истолковано протестантскими критиками как богохульное утверждение о том, что Бог проявляет злые намерения. Но Ричард Кеннингтон утверждает, что Декарт никогда не объявлял своего «демона» всемогущим, а просто не менее могущественным, чем он лжив, и, следовательно, явно не является эквивалентом Бога, единственного всемогущего божества.

Таким образом, Храфнкель, главный герой одноимённой «Саги о Храфнкеле», действие которой происходит в X веке, когда его храм Фрейра сожжен, а он порабощен, заявляет, что «Я думаю, что глупо верить в богов», никогда не совершая другого блота (жертвоприношения), позиция, описанная в сагах как «безбожность». Якоб Гримм, в своей «Тевтонской Мифологии», отмечает:
Примечательно, что в древнескандинавской легенде иногда упоминаются некие люди, которые, с крайним отвращением и сомнением отвернувшись от языческой веры, полагались на собственную силу и добродетель. Так, в Sôlar lioð 17 мы читаем о Вебоги и Радее á sjálf sig þau trûðu,: «они верили в самих себя».
Критиковал христианство Фридрих Ницше в книге Антихрист. Проклятие христианству.
Ислам
За нарушение ортодоксального мусульманского принципа непогрешимости библейских портретов при передаче Божественного Откровения, британский писатель индийского происхождения Салман Рушди подвергся гонениям со стороны мусульман за кощунство и сатиру, был приговорён к смерти за роман Сатанинские стихи (1988). Салман Рушди берёт неоднозначный и сложный сюжет, в котором главный герой романа всего лишь видит сны с нападками на религию в виде ревизионистской истории основания ислама, что и является наиболее неприемлемым для многих мусульман. Книга затрагивает острые проблемы, сомневается в ценностях, шокирует представления, выполняя предназначение, возложенное на Просвещение ещё в XVIII веке.

## Терминология
Греческое слово μισόθεος (мизотеос) встречается у Эсхила (Орестея , 1090).
Английское слово используется английским писателем Томасом де Квинси в 1846 году. В 1907 году слово мизотеизм появляется в английском словаре Чемберса.

## В искусстве и литературе
Известным литературным выражением мизотеистических настроений является «Прометей» Гёте, написанный в 1770-х годах.
Концепция о том, что боги либо безразличны, либо активно враждебны человечеству, представлена Лавкрафтом в литературной философии Космического индифферентизма, которая пронизывает Мифы Ктулху.
Теме мизотеизма посвящена книга Бернарда Швейцера «Ненависть к Богу: нерассказанная история мизотеизма» . Список литераторов, разделяющих идеи мизотеизма, включает в себя Перси Биши Шелли, Алджернона Суинберна, Зору Ниэл Херстон, Ребекку Уэст, Эли Визеля, Питера Шаффера, Филипа Пулмана и др.
Фёдор Достоевский в романе 1879 года Братья Карамазовы формулирует то, что можно было бы назвать дистеистическим отвержением Бога, проводя своих героев через казуистические увертки умирающей традиционной религиозности к вере без разума- фидеизму. Две идеи сталкиваются в уме Ивана Карамазова. Первая — эсхатологическая: упование на гармоническое завершение мировой жизни. Вторая — о неоплатности насилия над детьми, выстраданная через богопрезрение и ненависть к Богу за его рациональную недоказуемость и за то, что творение божье люди суть «недоконченные пробные существа, созданные как бы в насмешку». Побеждает эсхатология, выворачиваясь в нигилизм, главным софизмом которого является тезис «Раз бога нет, значит, все позволено», что характеризует общий умственный склад русской моральной философии. Принцип «все позволено» рождается из богоненавистничества, из мысли о том, что бог существует, но недостоин существования, а потому взывает к мироразрушительному человеческому действию. Вместо этого нужно «обратить на себя» ту нравственную требовательность, с которой судился Бог..
Адам Мицкевич в 3 части поэмы Деды, представляет философию Конрада, манифестацию бунтарского, богоборческого романтизма Мицкевича, в которой он близок к тому, чтобы назвать Бога высшим злом, где одни вызывают на суд самого Господа Бога, а другие сходят с ума, пытаясь скрыть от себя правду.
В пьесе еврейского писателя Эли Визеля Испытание Бога(1979) выжившие после погрома, в ходе которого было убито большинство жителей еврейской деревни 17 века, предают Бога суду за его жестокость и безразличие к их страданиям.